# Poppy Gilbert
Poppy Gilbert (* 14. September 1998 in Stockholm) ist eine britische Schauspielerin.

## Leben und Karriere
Gilbert wurde in Stockholm, Schweden als Tochter der britischen Eltern Nigel und Camilla geboren und zog während ihrer Kindheit zwischen London, Hongkong und Singapur hin. Sie besuchte die Lady Eleanor Holles School. Danach studierte sie an der Guildhall School of Music and Drama.
Ihr Debüt gab sie 2020 in einer Folge in Call the Midwife – Ruf des Lebens. Anschließend war sie im selben Jahr in The Pale Horse zu sehen. 2021 spielte Gilbert in der Netflixserie Wer einmal lügt mit. Außerdem setzte sie 2022 ihre Karriere in Chloe fort. Unter anderem bekam Gilbert 2023 in der Serie The Catch eine Hauptrolle.

## Filmografie
Filme
- 2023: Perfect Addiction
- 2023: Christmas in the Cotswolds (A Very English Christmas, Fernsehfilm)
- 2025: My Oxford Year

Serien
- 2020: Call the Midwife – Ruf des Lebens (Call the Midwife)
- 2020: The Pale Horse
- 2020: Inspector Barnaby (Midsomer Murders)
- 2021: Leonardo
- 2021: Wer einmal lügt (Stay Close)
- 2022: Chloe
- 2022: Sherwood
- 2023: The Catch
- 2024: The Chelsea Detective